# Grabiny
Grabiny [pronunciación en polaco: /ɡraˈbinɨ/] es un pueblo en el distrito administrativo de Gmina Sadowne, dentro del Distrito de Węgrów, Voivodato de Mazovia, en el centro-este de Polonia. Se encuentra aproximadamente 5 kilómetros al oeste de Sadowne, 31 kilómetros al noroeste de Węgrów, y 71 kilómetros al noreste de Varsovia.